# ريد كوكس
ريد كوكس (بالإنجليزية: Red Cox)‏ هو لاعب كرة قاعدة أمريكي، ولد في 16 فبراير 1895 في مقاطعة أليغاني في الولايات المتحدة، وتوفي في 15 أكتوبر 1984 في روانوك في الولايات المتحدة.

## وصلات خارجية
- ريد كوكس على موقعبيزبول رفرنس.كوم (الدوري الرئيسي) (الإنجليزية)